# Амунеке, Эммануэль
Эммануэ́ль Амуне́ке (англ. Emmanuel Amuneke; род. 25 декабря 1970, Эзе-Ободо, Нигерия) — нигерийский футболист, нападающий. Лучший футболист Африки 1994 года (по версии КАФ). Футбольный тренер.

## Карьера

### Клубная
В ранние годы футбольной карьеры выступал за клубы «Нигерлюкс», «Конкорд», «Юлиус Бергер». В составе команды «Юлиус Бергер» становился чемпионом Нигерии (1991), а затем чемпионом Египта (1992 и 1993), выступая за «Замалек» из Каира (71 игра, 26 голов).
В «Спортинге» из Лиссабона Амунеке провёл 3 сезона с 1994 года (51 игра, 17 голов). В течение сезона 1996/97 был приобретён испанской «Барселоной» за $3,6 миллиона. Однако смог провести только 19 матчей за этот клуб в дебютном сезоне, проведя ещё два сезона в основном в конфликтах с тренерами или восстанавливаясь от травм. Также был достаточно агрессивно принят местными неонацистскими группировками, которые даже нападали на автомобиль футболиста.
В 2000 году на правах свободного агента перешёл в «Альбасете», где за два сезона (2000/01 и 2001/02) провёл 17 игр (1 гол).
В 2003 году перешёл в иорданский клуб «Аль-Вихдат» из Аммана, где сыграл в течение одного сезона 22 игры. В конце карьеры по некоторым сведениям участвовал в играх чемпионата Индонезии.

### В сборной
С 1993 по 2001 годы провёл в национальной команде Нигерии 40 матчей. Становился олимпийским чемпионом (1996), обладателем Кубка Африки (1994), вице-чемпионом Африки (2000). Участник чемпионата мира 1994 года.

### Тренерская
После завершения игровой карьеры занимается тренерской работой: в 2008 году работал в клубе «Аль-Хазм» (Саудовская Аравия), затем в нигерийских клубах «Юлиус Бергер» и «Оушен Бойс».

## Достижения
- Африканский спортсмен года по версии Би-би-си: 1996